# Lorighittas
Le lorighittas sono una pasta tipica della cucina sarda ed originaria di Morgongiori, centro abitato ai piedi del monte Arci, in Sardegna.
Si condiscono tipicamente con sugo di pollo ruspante e pomodori o con semplice sugo di pomodoro. 

## Preparazione[2][3]
Si preparano a mano attorcigliando tra le dita un doppio filo di pasta fino a creare una treccina chiusa a formare un anello (loriga, in sardo).
Si preparavano tradizionalmente per la festa di ognissanti con farina di semola e acqua.
Per fare un chilo di pasta una persona da sola può impiegare 3/4 ore.

## Promozione
Sono numerose le iniziative per promuovere le lorighittas, presentate a varie mostre e fiere tra le quali il Salone internazionale del gusto e al salone delle vacanze a Lugano. Dalla fine del Novecento (nel 2022 si è svolta la XXVI edizione) l'amministrazione comunale organizza la sagra delle lorighittas nella prima settimana di agosto. 